# 上本町停留場
上本町停留場（日语：／ Kamihonmachi teiryūjō */?）是位於富山縣富山市上本町，屬於富山地方鐵道富山軌道線的電車站。車站編號為C07。本站位於富山縣道43號富山上瀧立山線上的共用軌道。

## 歷史
- 1913年（大正2年）9月1日 - 富山電気軌道南田町停留場啟用[2]。
- 1920年（大正9年）7月1日 - 轉讓至富山市，成為富山市營軌道的電車站[3]。
- 1943年（昭和18年）
  - 1月1日 - 路線轉讓。成為富山地方鐵道的電車站[4]。
  - 3月1日 - 由於電力限制，所有班次改為急行班次，此電車站暫停服務[5]。
- 1945年（昭和20年）8月2日 - 發生富山大空襲（日语：富山大空襲），使電車站暫停使用[6]。
- 日時不詳 - 電車站重開[2]。
- 1965年（昭和40年）4月15日 - 電車站改名為上本町停留場[2]。

## 電車站構造
本站是坐落於共用行車道上的地面車站，並設有2面2線的相對式月台（千鳥式月台）。

## 電車站周邊
- 日枝神社（日语：日枝神社 (富山市)）
- 富山市立中央小學（日语：富山市立中央小学校）
- Piago富山西町店
- 富山寺（日语：／） - 富山市的市名由來[7]。

## 相鄰電車站
富山地方鐵道
富山軌道線（本線）
廣貫堂前（C06）－上本町（C07）－西町（C08）

## 注腳
1. ↑  .   [2021年4月19日]. （原始内容存档于2021年3月5日） （日语）.
2. 1 2 3  今尾惠介（監）. . 新潮社. 2008: 36. ISBN 978-4107900241 （日语）.
3. ↑  1920年2月11日付大阪朝日新聞 北陸版 （页面存档备份，存于）（日語）（神戶大學附屬圖書館新聞記事文庫）
4. ↑  1942年12月7日軌道譲渡許可「軌道譲渡」『官報』1942年12月21日（國立國會圖書館數碼化收藏）
5. ↑  富山地方鉄道（編）. . 富山地方鉄道. 1983: 364 （日语）.
6. ↑  富山地方鉄道（編）. . 富山地方鉄道. 1979: 175 （日语）.
7. ↑  《Good Luck》2006年8月號 11頁

## 外部連結
- 上本町 市內電車 時間預定表PDF（日語） - 富山地方鐵道